# No Name Key
No Name Key est une île des Keys, archipel des États-Unis d'Amérique situé dans le golfe du Mexique au sud de la péninsule de Floride. Partie du comté de Monroe, qui recouvre la pointe méridionale de l'État, elle est faiblement peuplée.